# Kathedrale von Bariloche

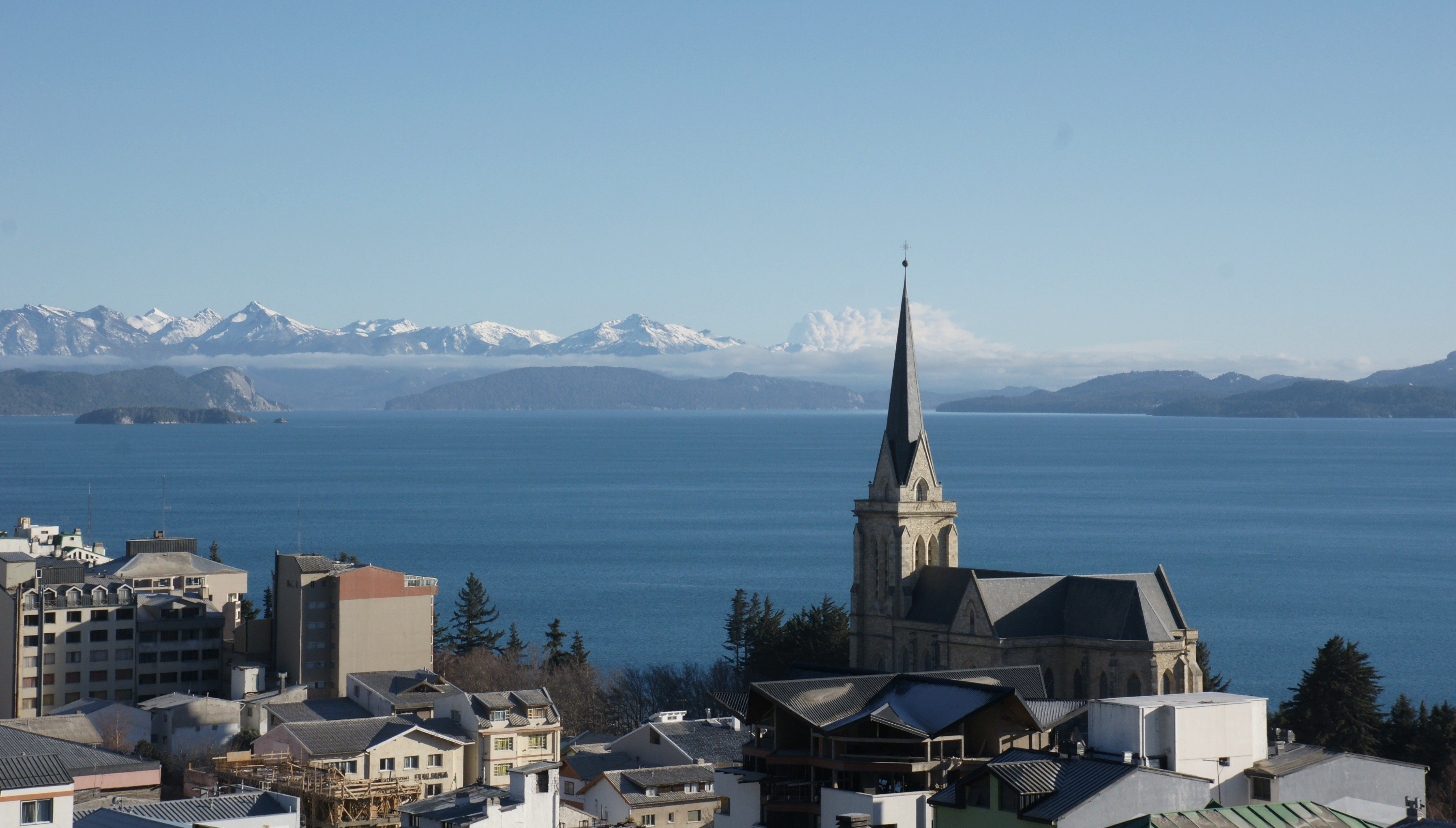
Kathedrale von Bariloche

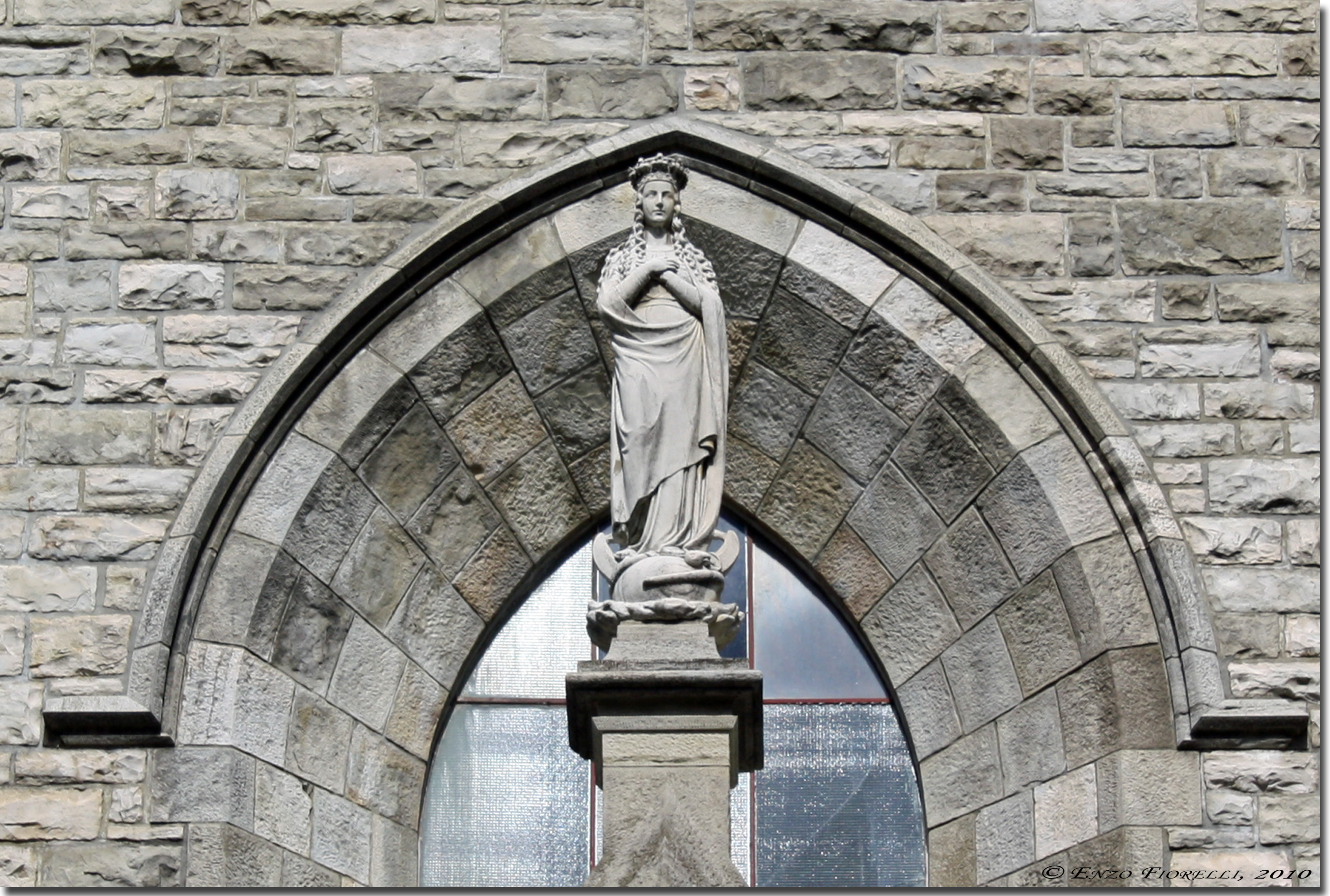
Marienstatue über dem Hauptportal

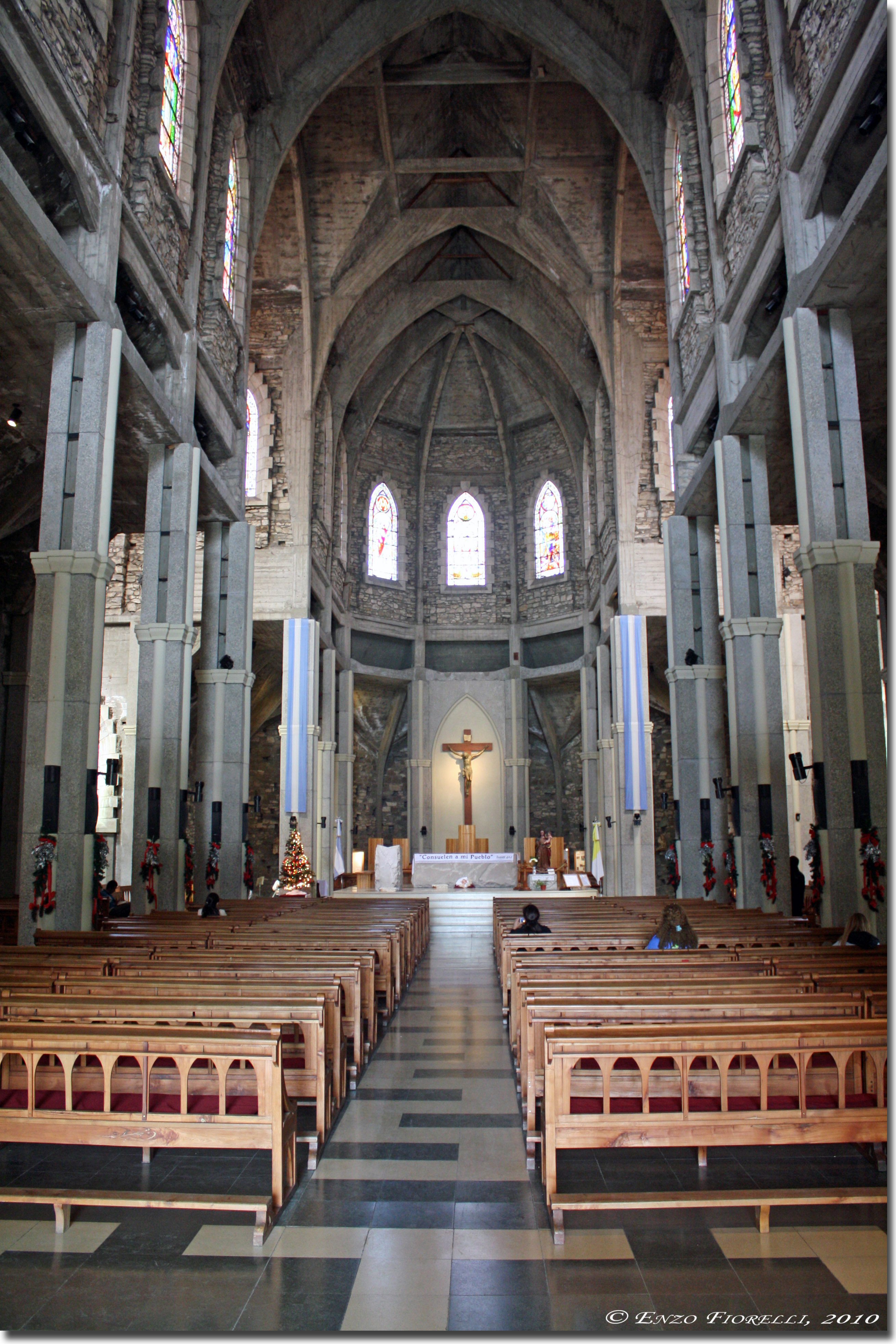
Langhaus und Chor

Die Kathedrale von Bariloche (spanisch Catedral de Nuestra Señora del Nahuel Huapi) ist der Bischofssitz des römisch-katholischen Bistums San Carlos de Bariloche in der westargentinischen Stadt Bariloche (oder auch San Carlos de Bariloche).

## Lage
Die ungefähr 150.000 Einwohner zählende und ca. 895 m hoch gelegene Stadt Bariloche liegt knapp 1580 km (Fahrtstrecke) südwestlich von Buenos Aires am Fuß der Anden in der Provinz Río Negro nahe der Grenze zu Chile. Die Kathedrale befindet sich etwa 50 m oberhalb des Lago Nahuel Huapi und etwa 4 km westlich der Stadtmitte.

## Geschichte
Mit dem Bau der im Kern zur Gänze aus Beton (hormigón) gebauten neugotischen Pfarrkirche wurde im Jahr 1942 begonnen; bereits zwei Jahre später war die Betonstruktur vollendet, danach entstand die Natursteinverkleidung, die aber auch schon nach zwei Jahren abgeschlossen werden konnte. Mit der Gründung des Bistums San Carlos de Bariloche am 22. Juli 1993 durch Papst Johannes Paul II. wurde die ehemalige Pfarrkirche zur Kathedrale erhoben.

## Architektur
Ein ca. 50 m hoher Glockenturm mit gezimmertem und mit Schiefer verkleidetem Spitzhelm überragt das Bauwerk. Das Innere ist dreischiffig, basilikal und besitzt ein Querhaus; die Pfeiler sind betonsichtig. Im Mittelschiff finden sich Schwibbögen, auf denen eine Flachdecke ruht; in den Seitenschiffen finden sich Strebebögen. Die Fenster sind im Scheitel angespitzt, auf Maßwerk wurde jedoch verzichtet.